# Varanus sparnus
Thằn lằn bán đảo Dampier (Danh pháp khoa học: Varanus sparnus) là một loài thằn lằn mới được phát hiện tại Tây Úc ở tại Dampier, Kimberley bởi tiến sĩ Stephen Donnellan thuộc Đại học Adelaide của Úc. Chúng thuộc chi Varanus và là được xác nhận là nhỏ nhất trong chi thằn lằn này với kích cỡ chỉ khoảng 23 cm và nặng 16g. Loài mới này hoạt động rất mạnh, dù nhỏ con nhưng chúng có thể đào xuyên qua mảnh ván cứng hoặc phiến đá.